# 貝希里
貝希里是土耳其的城鎮，由巴特曼省負責管轄，位於該國東南部，面積889平方公里，該鎮在十六世紀被奧托曼帝國管治，2010年人口8,058，大部分居民是庫爾德人。
37°55′12″N 41°17′24″E / 37.92000°N 41.29000°E